# 435 v. Chr.
Portal Geschichte | Portal Biografien | Aktuelle Ereignisse | Jahreskalender | Tagesartikel

◄ |
6. Jahrhundert v. Chr. |
5. Jahrhundert v. Chr. |
4. Jahrhundert v. Chr. |
►

◄ | 450er v. Chr. | 440er v. Chr. | 430er v. Chr. | 420er v. Chr. |
410er v. Chr. |
►

◄◄ | ◄ | 438 v. Chr. | 437 v. Chr. | 436 v. Chr. | 435 v. Chr. |
434 v. Chr. |
433 v. Chr. |
432 v. Chr. |
► |
►►

## Ereignisse
- Der Vasenmaler Aison schafft seine ersten Werke.

## Geboren
- um 435 v. Chr.: Philoxenos von Kythera, griechischer Dithyrambendichter
- um 435 v. Chr.: Euagoras I., König von Salamis auf Zypern

## Gestorben
- um 435 v. Chr.: Empedokles, griechischer vorsokratischer Philosoph, Politiker, Redner und Dichter (* um 495 v. Chr.)